# Lijst van voetbalinterlands Joegoslavië - Nigeria
Deze lijst van voetbalinterlands is een overzicht van alle officiële voetbalwedstrijden tussen de nationale teams van Joegoslavië en Nigeria. De landen speelden een keer tegen elkaar. Dat was een vriendschappelijke wedstrijd in Belgrado op 29 mei 1998. Voor beide teams was dit een oefenwedstrijd in de voorbereiding op het Wereldkampioenschap voetbal 1998.

## Wedstrijden
| № | Plaats   | Datum       | Competitie        | Wedstrijd             | Uitslag |
| - | -------- | ----------- | ----------------- | --------------------- | ------- |
| 1 | Belgrado | 29 mei 1998 | Vriendschappelijk | Joegoslavië – Nigeria | 3 – 0   |

## Samenvatting
| Competitie        | Totaal gespeeld | Winst Joegoslavië | Gelijk | Winst Nigeria | Doelsaldo Joegoslavië – Nigeria |
| ----------------- | --------------- | ----------------- | ------ | ------------- | ------------------------------- |
| Vriendschappelijk | 1               | 1                 | 0      | 0             | 3 − 0                           |
| Totaal            | 1               | 1                 | 0      | 0             | 3 − 0                           |

## Details

### Eerste ontmoeting
| Vriendschappelijk (Belgrado, Joegoslavië, 29 mei 1998):      |       |         |
| Joegoslavië                                                  | 3 – 0 | Nigeria |
| Savo Milošević 44' Predrag Mijatović 61' Darko Kovačević 72' | goals |         |

FSJ · A-internationals · Bondscoaches · Selecties · Joegoslavisch vrouwenelftal · Joegoslavië U21 · Joegoslavië U19 · Joegoslavië U18 · Joegoslavië U17 · Joegoslavië U16
1920 – 1929 ·
1930 – 1939 ·
1940 – 1949 ·
1950 – 1959 ·
1960 – 1969 ·
1970 – 1979 ·
1980 – 1989 ·
1990 – 1999 ·
2000 – 2002
EK 1960 · 
EK 1968 · 
EK 1976 · 
EK 1984 · 
EK 2000
WK 1930 · 
WK 1950 · 
WK 1954 · 
WK 1958 · 
WK 1962 · 
WK 1974 · 
WK 1982 · 
WK 1990 · 
WK 1998 · 
OS 1920 · 
OS 1924 · 
OS 1928 · 
OS 1948 · 
OS 1952 · 
OS 1956 · 
OS 1960 · 
OS 1980 · 
OS 1984 · 
OS 1988
1920 · 
1921 · 
1922 · 
1923 · 
1924 · 
1925 · 
1926 · 
1927 · 
1928 · 
1929 · 
1930 · 
1931 · 
1932 · 
1933 · 
1934 · 
1935 · 
1936 · 
1937 · 
1938 · 
1939 · 
1940 · 
1941 · 
1942 · 1943 · 1944 · 1945 · 
1946 · 
1947 · 
1948 · 
1949 · 
1950 · 
1952 · 
1952 · 
1953 · 
1954 · 
1955 · 
1956 · 
1957 · 
1958 · 
1959 · 
1960 · 
1961 · 
1962 · 
1963 · 
1964 · 
1965 · 
1966 · 
1967 · 
1968 · 
1969 · 
1970 · 
1971 · 
1972 · 
1973 · 
1974 · 
1975 · 
1976 · 
1977 · 
1978 · 
1979 · 
1980 · 
1981 · 
1982 · 
1983 · 
1984 · 
1985 · 
1986 · 
1987 · 
1988 · 
1989 · 
1990 · 
1991 · 
1992 · 
1993 · 
1994 · 
1995 · 
1996 · 
1997 · 
1998 · 
1999 · 
2000 · 
2001 · 
2002 · 
Albanië ·
Algerije ·
Argentinië ·
Bangladesh ·
België ·
Bolivia ·
Bosnië en Herzegovina · 
Brazilië ·
Bulgarije ·
Canada ·
Chili ·
China ·
Colombia ·
Congo-Kinshasa ·
Costa Rica ·
Cyprus ·
Denemarken ·
DDR ·
Duitsland ·
Ecuador ·
Egypte ·
El Salvador · 
Engeland ·
Ethiopië ·
Faeröer ·
Finland ·
Frankrijk ·
Ghana · 
Griekenland ·
Honduras ·
Hongarije ·
Hongkong ·
Ierland ·
Indonesië ·
Iran ·
Israël ·
Italië ·
Japan ·
Kroatië ·
Luxemburg ·
Malta ·
Marokko ·
Mexico ·
Nederland ·
Nigeria ·
Noord-Ierland ·
Noord-Macedonië ·
Noorwegen ·
Oekraïne ·
Oostenrijk ·
Paraguay ·
Peru · 
Polen ·
Portugal ·
Roemenië ·
Rusland ·
Saarland ·
Schotland ·
Slovenië ·
Slowakije ·
Sovjet-Unie ·
Spanje ·
Tsjechië ·
Tsjecho-Slowakije ·
Tunesië ·
Turkije ·
Uruguay ·
Venezuela ·
Verenigde Arabische Emiraten ·
Verenigde Staten ·
Wales ·
Zuid-Korea ·
Zweden ·
Zwitserland
NFA · A-internationals · Selecties · Bondscoaches · Statistieken · Nigeriaans vrouwenelftal · Olympisch elftal · Nigeria U21 · Nigeria U20 · Nigeria U19 · Nigeria U18 · Nigeria U17
1950 – 1959 · 
1960 – 1969 · 
1970 – 1979 · 
1980 – 1989 · 
1990 – 1999 · 
2000 – 2009 · 
2010 – 2019 ·
2020 − 2029
CC 1995 · 
CC 2013
WK 1994 · 
WK 1998 · 
WK 2002 · 
WK 2010 · 
WK 2014 · 
WK 2018
OS 1968 · 
OS 1980 · 
OS 1988 · 
OS 1996 · 
OS 2000 · 
OS 2008 · 
OS 2016
1949 · 
1950 · 1951 · 1952 · 1953 · 1954 · 
1955 · 
1956 · 
1957 · 
1958 · 
1959 · 
1960 · 
1961 · 
1962 · 
1963 · 
1964 · 
1965 · 
1966 · 
1967 · 
1968 · 
1969 · 
1970 · 
1971 · 
1972 · 
1973 · 
1974 · 
1975 · 
1976 · 
1977 · 
1978 · 
1979 · 
1980 · 
1981 · 
1982 · 
1983 · 
1984 · 
1985 · 
1986 · 
1987 · 
1988 · 
1989 · 
1990 · 
1991 · 
1992 · 
1993 · 
1994 · 
1995 · 
1996 · 
1997 · 
1998 · 
1999 · 
2000 · 
2001 · 
2002 · 
2003 · 
2004 · 
2005 · 
2006 · 
2007 · 
2008 · 
2009 · 
2010 · 
2011 · 
2012 · 
2013 · 
2014 ·
2015 ·
2016 ·
2017 ·
2018 ·
2019 ·
2020 ·
2021 ·
2022 ·
2023 ·
2024 ·
2025
Algerije ·
Angola ·
Argentinië ·
Australië ·
Benin ·
Bosnië en Herzegovina ·
Botswana ·
Brazilië ·
Bulgarije ·
Burkina Faso ·
Burundi ·
Canada ·
Centraal-Afrikaanse Republiek ·
Colombia ·
Congo-Brazzaville ·
Congo-Kinshasa ·
Costa Rica ·
Denemarken ·
Duitsland ·
Ecuador ·
Egypte ·
Engeland ·
Equatoriaal-Guinea ·
Eritrea ·
Ethiopië ·
Frankrijk ·
Gabon ·
Gambia ·
Georgië ·
Ghana ·
Griekenland ·
Guinee ·
Guinee-Bissau ·
Ierland ·
IJsland ·
Indonesië ·
Iran ·
Italië ·
Ivoorkust ·
Jamaica ·
Japan ·
Joegoslavië ·
Jordanië ·
Kaapverdië · 
Kameroen ·
Kenia ·
Kroatië ·
Lesotho ·
Liberia ·
Libië ·
Luxemburg ·
Madagaskar ·
Malawi ·
Mali ·
Marokko ·
Mexico ·
Mozambique ·
Namibië ·
Nederland ·
Niger ·
Noord-Korea ·
Noord-Macedonië ·
Noorwegen ·
Oeganda ·
Oekraïne ·
Oezbekistan ·
Oostenrijk ·
Paraguay ·
Peru ·
Polen ·
Portugal ·
Roemenië ·
Rusland ·
Rwanda ·
Saoedi-Arabië ·
Sao Tomé en Principe ·
Schotland ·
Senegal ·
Servië ·
Seychellen ·
Sierra Leone ·
Soedan ·
Spanje ·
Swaziland ·
Tahiti ·
Tanzania ·
Thailand ·
Togo ·
Tsjaad ·
Tsjechië ·
Tunesië ·
Uruguay ·
Venezuela ·
Verenigde Staten ·
Zambia ·
Zimbabwe ·
Zuid-Afrika ·
Zuid-Korea ·
Zweden ·
Zwitserland
Argentinië (2010) ·
Argentinië (2014) ·
Argentinië (2018) ·
Bosnië en Herzegovina (2014) ·
Burkina Faso (2013) ·
Frankrijk (2014) ·
Iran (2014) ·
IJsland (2018) ·
Kroatië (2018) ·
Zuid-Korea (2010)